# Lincoln Heights - Ritorno a casa
Lincoln Heights - Ritorno a casa (Lincoln Heights) è una serie televisiva statunitense creata da Seth Freeman ed interpretata da Russell Hornsby e Nicki Micheaux.
È stata trasmessa dal 2007 al 2009 sulla rete ABC Family per un totale di quattro stagioni. In Italia ha debuttato nel 2008 in anteprima sul canale pay satellitare Fox di Sky, e, successivamente in chiaro, sul canale Deejay TV nel 2012.

## Trama
La serie racconta la vita di una famiglia afro-americana guidata da Eddie Sutton (Russell Hornsby), un poliziotto che si trasferisce con la famiglia a Lincoln Heights, il suo vecchio quartiere, per cercare di combattere la criminalità in quella zona.
Mentre lui cerca di cambiare il quartiere, i tre figli Cassie (Erica Hubbard), Tay (Michan Ratcliff) e Lizzie (Rhyon Brown) affrontano i primi amori ed il bullismo a scuola.

## Produzione
La serie è stata girata interamente a Los Angeles, e ha coinvolto, per la realizzazione della sigla, il bassista Stanley Clarke e la cantautrice Blaire Renhard e fu un discreto successo per la rete che la confermò per una seconda e poi terza stagione; quest'ultima esordì in Patria il 16 settembre 2008 raccogliendo 1.660.000 spettatori: il migliore ascolto della serie fin dal suo debutto. 

Il 31 gennaio 2009 il network annunciò di aver rinnovato la serie per una quarta e quinta stagione, tuttavia il 1º febbraio 2010 il network è tornato sui suoi passi ed ha deciso di non produrre una quinta stagione rendendo di fatto il finale della quarta come il finale di serie.

## Programmazione italiana
In Italia la serie ha esordito in seconda serata su Fox (canale di SKY) che ha mandato in onda la prima stagione dal 24 luglio 2008 ogni giovedì alle 22.40, ma, a causa dei bassi ascolti, venne spostata a mezzanotte circa. La seconda stagione venne trasmessa sempre in anteprima su Fox e sempre di notte (ogni venerdì dal 1º maggio 2009), dove è proseguita poi anche tutta la terza stagione; la quarta ed ultima venne infine trasmessa dal 2 al 13 agosto 2010 dal lunedì al venerdì notte sempre su Fox.
In chiaro invece la serie ha goduto di un passaggio in prima serata sul canale Deejay TV che l'ha trasmessa al ritmo di due stagioni consecutive per volta tra il 2012 e il 2013.

## Personaggi e interpreti
- Edward "Eddie" Sutton (stagioni 1-4), interpretato da Russell Hornsby, doppiato da Franco Mannella.
- Jennifer "Jenn" Sutton (stagioni 1-4), interpretata da Nicki Micheaux, doppiata da Patrizia Burul.
La moglie di Eddie, è un'infermiera. Nonostante suo padre sia contro la situazione della famiglia, lei continua a stare al fianco di suo marito.
- Cassandra "Cassie" Sutton (stagioni 1-4), interpretata da Erica Hubbard, doppiata da Letizia Scifoni.
Prima figlia di Eddie e Jen.
- Elizabeth "Lizzie" Sutton (stagioni 1-4), interpretata da Rhyon Brown, doppiata da Eva Padoan.
Seconda figlia di Eddie e Jenn, successivamente viene rapita da due criminali, ma riesce a scappare.
- Taylor "Tay" Sutton (stagioni 1-4), interpretato da Michan Ratcliff, doppiato da Jacopo Bonanni.
L'ultimo figlio di Eddie e Jenn, è appassionato di musica.
- Charles Antoni (stagioni 1-4), interpretato da Robert Adamson, doppiato da Lorenzo De Angelis.
Un ragazzo nuovo del quartiere, frequenta Cassie.

## Episodi
| Stagione         | Episodi | Prima TV originale | Prima TV Italia |
| ---------------- | ------- | ------------------ | --------------- |
| Prima stagione   | 13      | 2007               | 2008            |
| Seconda stagione | 10      | 2007               | 2009            |
| Terza stagione   | 10      | 2008               | 2010            |
| Quarta stagione  | 10      | 2009               | 2010            |